# Prionofrontia erygidia
Prionofrontia erygidia là một loài bướm đêm trong họ Noctuidae.